# Heuliez
Heuliez fue una empresa francesa que funcionó como unidad de producción y diseño para varios fabricantes de automóviles. Se especializó en producir series cortas para nichos de mercado, como descapotables o station-wagon.
La actividad empresarial finalizó el 31 de octubre de 2013. La planta y los edificios de la empresa han sido absorbidos por la "Fabrique régionale du Bocage", una cuasiempresa que tiene al gobierno regional de Poitou-Charentes como accionista mayoritario.

## Historia
Heuliez fue creada en 1920 por Adolphe Heuliez, quien comenzó fabricando carros tirados por caballos. Ya en 1925 montó su primer automóvil, un Peugeot 177B. También creó una empresa subsidiaria para la producción de autobuses, que luego se vendió en 1980 y se comercializa como Heuliez Bus.
Hacia el final, sin embargo, el principal producto de Heuliez fue el techo retráctil realizado para el Peugeot 206 CC, del que se produjeron 350.000 unidades. También produjo automóviles completos, como el Opel Tigra. Desde 1985, Heuliez ha producido más de 450 000 automóviles, con una plantilla de más de 2000 personas.
Las malas ventas del Tigra obligaron a Heuliez a reducir su plantilla en 541 y Opel le pidió a Heuliez que redujera su producción de 200 a 50 coches/día hasta finales de 2006.
En octubre de 2007, Heuliez pidió protección de los acreedores. En julio de 2008, Argentum Motors se comprometió a invertir 10 millones de euros en el negocio, y otros 10 millones de euros durante los cinco años siguientes, a cambio del 60% del capital de la empresa, pero el acuerdo no se cumplió.
La principal planta de producción está ubicada en Cerizay en el departamento de Deux-Sèvres. El presidente de Heuliez es Paul Quéveau.
En 2010, Heuliez abandonó el negocio de fabricación de techos convertibles y los elementos de los vehículos eléctricos fueron adquiridos por el grupo franco-alemán Baelen Gaillard Industrie-ConEnergy-Kohl y pasaron a llamarse Mia electric, que a su vez cesó su actividad en 2014.
Adolphe Heuliez ha desarrollado su actividad principal como carrocero subcontratista de la fabricación de coches de marcas europeas, como Renault, Citroën y Peugeot principalmente, pero también Opel, perteneciente al consorcio de General Motors.
El crecimiento y desarrollo de la empresa le ha permitido pasar de subcontratista a desarrollador y propietario de productos y tecnologías propias. Cuenta por ejemplo en la actualidad con más de 200 patentes.
Ha desarrollado algunos vehículos propios de forma completa, como el reciente Heuliez WILL, desarrollado junto con Michelin y Orange.

## Coches construidos y producidos por Heuliez
- Citroën BX familiar (1985–1994)
- Citroën Visa Chrono (1984)
- Citroën Visa Mille Pistes (1984)
- Citroën Visa descapotable(1984)
- Citroën BX 4TC (1986)
- Citroën CX familiar (1989–1991)
- Citroën XM familiar (1992–2000)
- Citroën Xantia familiar (1995–2001)
- Opel Tigra TwinTop (2004–2009)
- Peugeot 206 CC (2000–2007)
- Peugeot 607 Paladine (2000)
- Peugeot 604 limusina (1978–1984)
- Peugeot 205 Turbo 16
- Renault 5 Turbo

Subcontratadas
- Citroën BX
- Opel Tigra (2ª generación)
- Renault Modus

Vehículos propios
- Prototipo Heuliez WILL (derivado del Opel Agila/Suzuki Splash)

## Vehículos eléctricos
- Heuliez Friendly, convirtiéndose en Mia electric[1]
- Heuliez Pondicherry, prototipo de camioneta urbana totalmente eléctrica de vecindario (Daewoo Matiz) (con faros de Fiat Palio)